# Chrysobothris macarthuri
Chrysobothris macarthuri es una especie de escarabajo del género Chrysobothris, familia Buprestidae. Fue descrita científicamente por Théry en 1941.